# Awa Ly
Awa Ly née le 4 janvier 1977 à Paris est une auteure-compositrice-interprète et actrice française.
Née en France de parents sénégalais, Awa Ly se passionne très tôt pour la musique et le chant. Installée à Rome, elle travaille comme productrice pour des chaînes de télévision et chante dans différents groupes.

## Biographie
Awa Ly fréquente l'école Albert-Petit de Bagneux (Hauts-de-Seine), où elle vit avec ses frères, ses sœurs et leurs parents mélomanes. Elle découvre le plaisir d'avoir un auditoire lorsque les enfants de l'école lui demandent de chanter. Elle découvre le jazz grâce à Elie Chemali, pianiste et agent de la médiathèque Louis-Aragon à Bagneux à cette époque. En 1998, elle  est repéré par Jean-Claude Félix-Tchicaya, un ancien adjoint au maire chargé de la Jeunesse qui en fit une des chanteuses principales de sa chorale Conscience, théâtre, chants dans toutes les langues. Elle poursuit ses études de commerce international et d'audiovisuel.[réf. nécessaire]

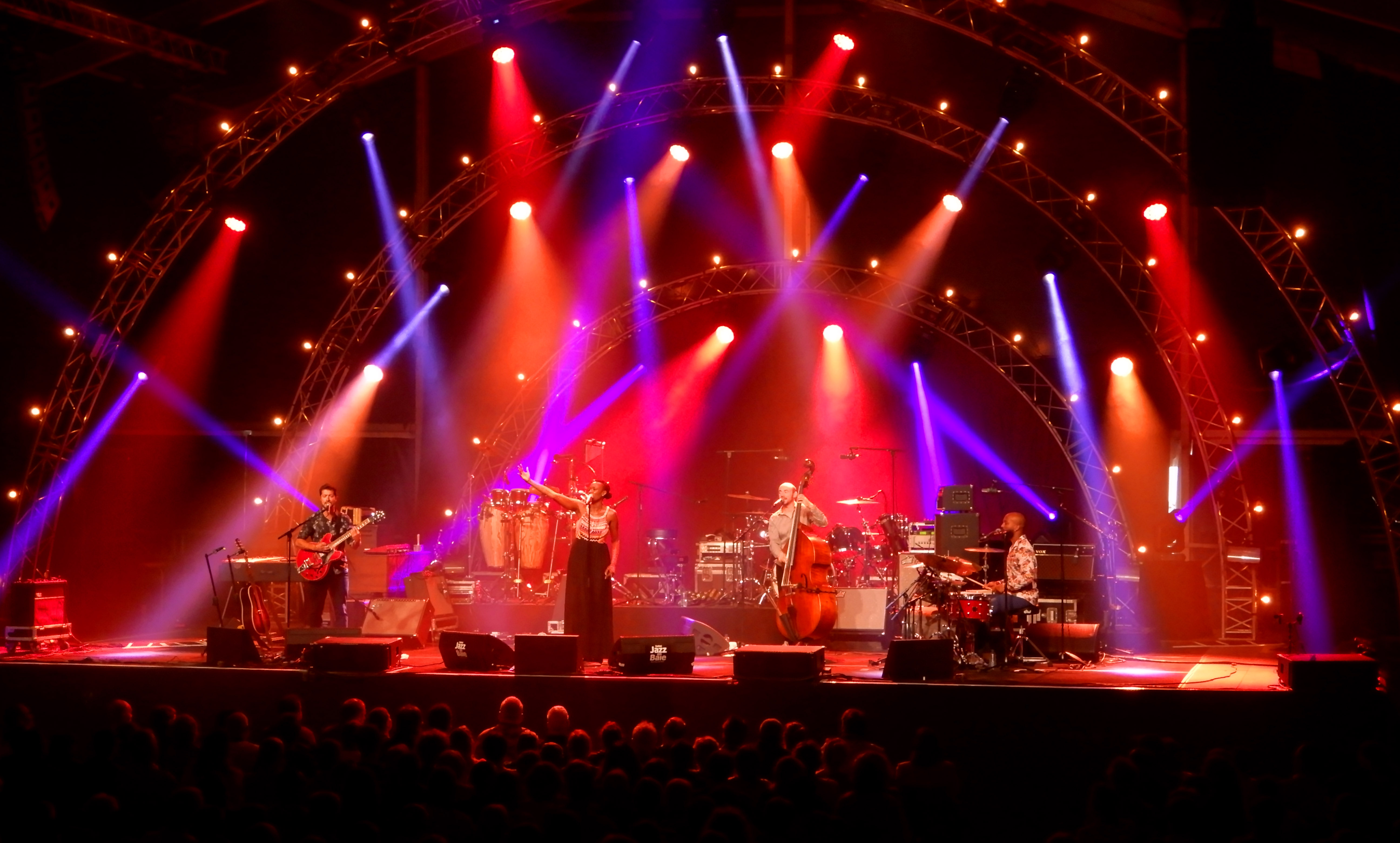
Awa Ly en concert le 30 juillet 2019 au festival Jazz en Baie.

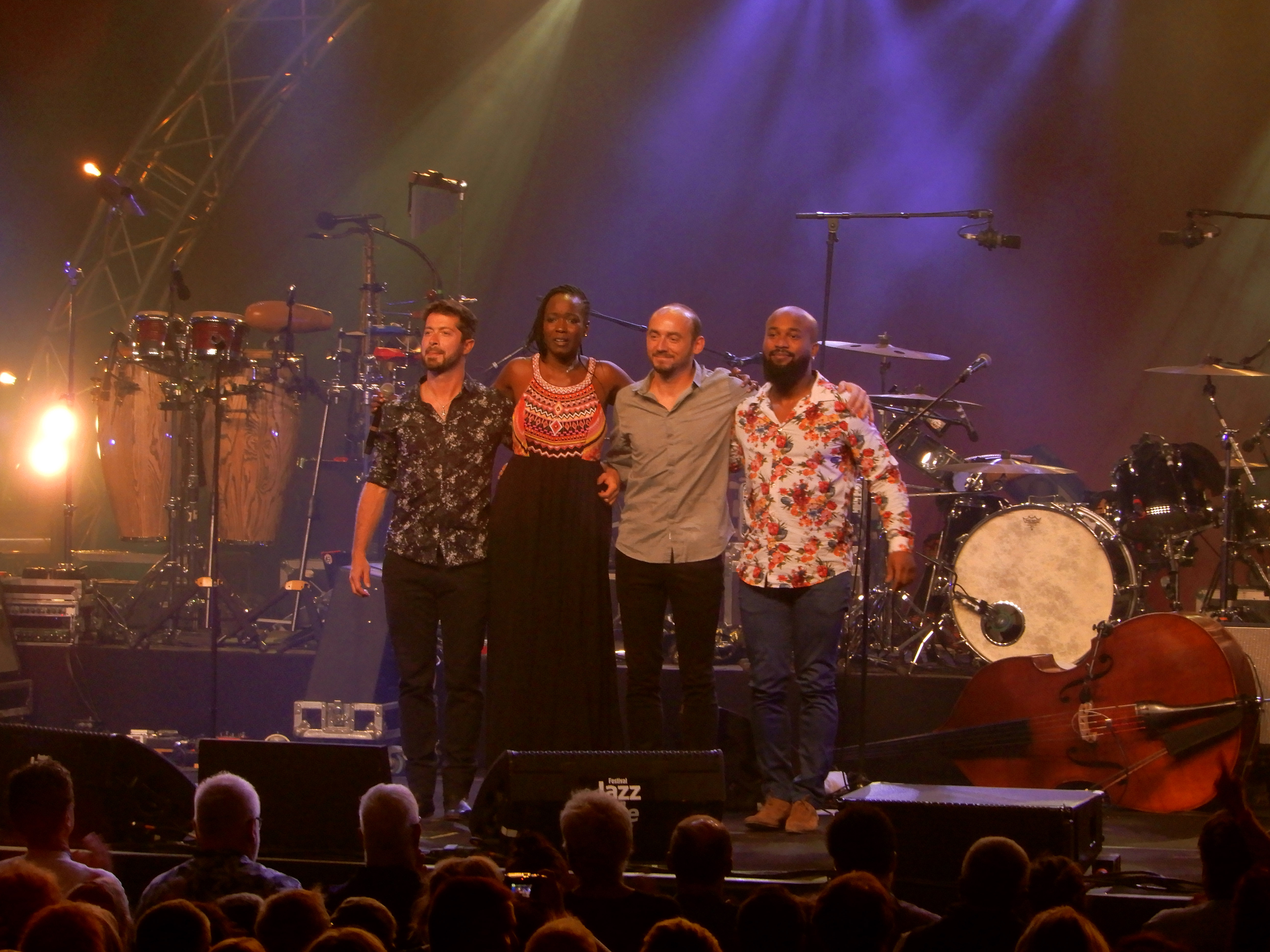
Awa Ly le 30 juillet 2019 au festival Jazz en Baie.

Elle s'installe à Rome en 2002 et sort son premier album Modulated en 2009, tout en commençant une carrière d'actrice en Italie. Elle donne son premier concert à la Maison de la musique et de la danse de Bagneux en février 2011.
En 2016, Awa Ly édite son troisième album, Five And Feather, né d'un rêve : « Le son me menait jusqu’à cette surface liquide, alanguie sous une blue moon, se souvient-elle. Sur l’eau, flottait une apparition, aura drapée de vêtements vaporeux, parlant une langue inconnue, ni français, ni italien, ni wolof : une diseuse d’histoire. Elle m’a soignée… ». L'album est réalisé par Jean Lamoot et Pascal Danae du groupe Rivière noire (Victoire de l'album de musiques traditionnelles ou de musiques du monde en 2015), y participent également les musiciens Ballaké Sissoko, Guo Gan et y figure un duo avec Faada Freddy (Here),. Awa Ly compose les dix titres de l'album, en langue anglaise (You will be mine est écrit par Slow Joe) sur une musique héritée du jazz, de la soul, de la folk et de rythmes africains. En 2017, elle se produit sur la scène du Café de la danse à Paris et est en tournée dans toute la France,.
Elle rend en novembre 2019 un hommage à Alaa Salah, symbole de la révolte soudanaise contre le régime d'Omar el-Bechir dans le clip de son single Close your eyes.
Elle se produit maintenant dans les salles et les festivals aux États-Unis, en France au Japon ainsi qu'au Sénégal. Son réalisateur Polérik Rouvière et elle-même ont convié Arthur H, le groupe Delgres, Anne Paceo batteuse, et le guitariste Moh Kouyaté pour enregistrer dans leur studio.

## Discographie
- 2009 : Modulated
- 2011 : Parole prestate, EP
- 2014 : Awa Ly
- 2016 : Five And A Feather
- 2020 : Safe and Sound
- 2022 : HK & Awa Ly

## Filmographie
- 2008 : Bianco e nero de Cristina Comencini
- 2009 : La prima linea de Renato De Maria
- 2010 : La nostra vita de Daniele Luchetti
- 2011 : 20 sigarette d'Aureliano Amadei
- 2011 : Nessuno mi può giudicare de Massimiliano Bruno
- 2015 : Anna e Yusef de Cinzia Th. Torrini , téléfilm
- 2017 : I bastardi di Pizzofalcone, série télévisée, épisode Misericordia

## Réception critique
- Boubacar [Qui ?] : « La musique d'Awa est toujours fine mais accessible, avec des collaborations très pointues[réf. nécessaire]. »